# Eucereon ochrota
Eucereon ochrota là một loài bướm đêm thuộc phân họ Arctiinae, họ Erebidae.